# 黃庭鋒
黃庭鋒（英語：Telford Wong Ting Fung，1988年6月2日—），香港男演員及主持，曾是 now TV 體育節目主持，現為無綫電視經理人合約藝員。

## 簡歷
黃庭鋒從小在荃灣區長大，有一名比自己年長四年的胞姊，曾入讀香港創價幼稚園（與張曦雯為同校同學）及海壩街官立小學，2000年畢業於香港浸信會聯會小學，在校時與藝人文詠珊為小學同學。他初中時先就讀寶安商會王少清中學兩年，再獨自到英國斯陶爾布里奇 Oldswinford Hospital School 及古城巴斯 Kingswood School 兩間寄宿學校繼續唸書；唸高中期間曾是學校足球隊唯一亞洲球員，司職前鋒，參與過不少學界和區際足球賽，並在阿根廷、智利校際賽中獲得「最有價值球員獎」。他本來有機會前往阿士東維拉及狼隊青年軍當職業足球員，但需應付考試且因英國球壇競爭太大而選擇放棄，之後亦到日本創價大學參加交流生計劃，所以能操一口流利日語。
黃庭鋒返回香港後曾擔任小學（母校）校友會主席、兩年日本人國際學校和新加坡國際學校體育老師，並一邊修讀碩士課程，一邊兼職 now TV 體育節目主持（2015年起）。在學校任教時，因其中一名學生的家長是藝人陳芷菁，遂經她介紹下於2016年加入無綫電視，繼續從事相同工作。2017年12月，他由部頭合約轉簽經理人合約。2018年在劇集《救妻同學會》首度擔任要角；同年11月考獲香港中文大學體育系文學碩士學位，又於《萬千星輝賀台慶2018》裡奪得「51萬元大獎」而漸為人所認識，更將獎金用來購入天水圍濕地公園路旁新鴻基地產樓盤 Wetland Seasons Park 第三期中一個兩房單位。
2021年12月，他入圍《萬千星輝頒獎典禮2021》「飛躍進步男藝員」最後六強。2022年2月，他在北京第二十四屆冬季奧林匹克運動會採訪期間，因在攝氏零下30度的低溫天氣下缺氧不支而一度暈倒，在休息一晚後復工。同年4月，黃庭鋒首度擔任男主角的劇集《富貴千團》在myTV Super上架。

## 演出作品

### 劇集
| 首播     | 劇名              | 角色                    |
| 無綫電視 |                   |                         |
| 2017年   | 雜警奇兵          | 便衣警員（第2集）       |
| 2017年   | 老表，畢業喇！    | 老師（第24集）          |
| 2018年   | 救妻同學會        | 張梓健                  |
| 2021年   | 把關者們          | 潘浩洋                  |
| 2021年   | 愛美麗狂想曲      | 周卓軒                  |
| 2022年   | 青春不要臉        | 林嘉信                  |
| 2022年   | 雙生陌生人        | 高收成（青年）          |
| 2022年   | 雙生陌生人        | 巫祺男（青年）          |
| 2022年   | 愛·回家之開心速遞 | （客串演出）            |
| 2022年   | 美麗戰場          | 趙士傑                  |
| 2022年   | 超能使者          | 鍾孝添                  |
| 2022年   | 法證先鋒V         | 梁志新                  |
| 2023年   | 新聞女王          | 李耀政（客串演出）      |
| 2023年   | 妳不是她          | 區 文                   |
| 2024年   | 逆天奇案2         | 急診室醫生 （客串演出） |
| 2025年   | 富貴千團          | 曹家聲（哈利）          |
| 2025年   | 麻雀樂團          | 程 朗                   |
| 未播映   | 巨塔之后          |                         |
| 未播映   | 正義女神Themis    |                         |
| 邵氏兄弟 |                   |                         |
| 2019年   | 守護神之保險調查  | 方志明（第20 - 22集）   |
| 2019年   | 飛虎之雷霆極戰    | 傑                      |
| 2020年   | 非凡三俠          | 主 持                   |
| 2022年   | 飛虎之壯志英雄    | 許俊飛（青年）          |

### 主持節目
| 首播          | 節目名                                       | 備註                                                                                 |
| 無綫電視      |                                              |                                                                                      |
| 2016 - 2018年 | 體育世界                                     | 與李思雅、蔡曉慧、陳約臨、余德丞、王昭鴻、何振然、韓毓霞、鍾志光及李啟淦一同主持     |
| 2016 - 2019年 | Y Angle                                      | 與譚嘉儀、譚永浩、駱胤鳴、陳約臨、蘇可欣、吳子、林希靈、鄒兆霆、彭紀諺及胡㻗一同主持 |
| 2016年至今    | 港生活·港享受                                | 與宋熙年、邵珮詩、張曦雯、郭田葰、鍾君揚、陳雅思、黃碧蓮、魏芝及蘇頌輝一同主持       |
| 2017年        | 真係咁都得                                   | 與譚永浩、林韋辰及林伊麗一同主持                                                     |
| 2017年        | 季節限定 秋冬                                | 與譚永浩、林韋辰及林伊麗一同主持                                                     |
| 2018年        | 香港原味道                                   | 第一輯；與譚玉瑛及吳幸美一同主持                                                     |
| 2018年        | 香港原味道                                   | 第二輯；與譚玉瑛及吳幸美一同主持                                                     |
| 2018 - 2019年 | 學是學非                                     | 第六輯 第12集起；客席主持                                                            |
| 2019年        | 港活力·港運會                                | 與丁子田一同主持                                                                     |
| 2019年        | 香港原味道                                   | 第三輯；與譚玉瑛、吳幸美及余德丞一同主持                                             |
| 2019年        | 長命不老                                     | 與黎諾懿、麥美恩、鄧佩儀、戴祖儀及許文軒一同主持                                     |
| 2020年        | 香港原味道                                   | 第四輯；與譚玉瑛、孔德賢及林正峰一同主持                                             |
| 2020年        | 行行惜環境                                   | 與黃愷怡一同主持                                                                     |
| 2020年        | 星光熠熠耀保良                               | 與汪明荃、馮盈盈、何依婷、林盛斌、丁子朗及陸浩明一同主持                             |
| 2020年        | 香港原味道                                   | 第五輯；與孔德賢、林正峰、吳天佑及劉頌鵬一同主持                                     |
| 2020年        | 疫境廚神秋冬盛宴                             | 與林盛斌、黎諾懿及戴祖儀一同主持                                                     |
| 2021年        | 進軍東奧                                     | 與曾淑雅一同主持                                                                     |
| 2021年        | 明星運動會                                   | 與鍾志光、陳庭欣、朱凱婷、崔建邦、戴祖儀、張秀文及林盛斌一同主持                     |
| 2021年        | We Miss Hong Kong香港小姐競選準決賽          | 與錢嘉樂、吳偉豪、周嘉洛及丁子朗一同主持                                             |
| 2021年        | 讀心專家                                     | 與陳聖瑜及姜松明一同主持                                                             |
| 2021年        | 城市創科大挑戰                               | 與游嘉欣一同主持                                                                     |
| 2022年        | 同心同行齊抗疫                               | 與朱凱婷及鄭衍峰一同主持                                                             |
| 2022年        | 英格蘭足總盃2021/2022決賽 – 車路士 對 利物浦 | 與孔德賢及鄭衍峰一同主持                                                             |
| 2023年        | 星光熠熠耀保良                               |                                                                                      |
| 2024年        | 龍舞雲祥年初一                               |                                                                                      |
| myTV SUPER    |                                              |                                                                                      |
| 2022年        | 夢中·情·人                                   | 與李佳芯一同主持                                                                     |

### 綜藝節目
| 首播     | 節目名                       | 備註                       |
| 無綫電視 |                              |                            |
| 2017年   | 群星拱照Big Big Channel      | 演出嘉賓                   |
| 2018年   | big big channel大公司周年慶  | 演出嘉賓                   |
| 2018年   | TVB 50+1再出發節目巡禮2019   | 演出嘉賓                   |
| 2018年   | 萬千星輝賀台慶2018           | 演出嘉賓                   |
| 2019年   | 娛樂大家                     | 第1、2輯；娛樂家族成員之一 |
| 2020年   | 娛樂大家10點半               | 娛樂家族成員之一           |
| 2020年   | 網購攻略＋big big shop感謝祭 | 演出嘉賓                   |
| 2020年   | 我和港姐有個約會             | 演出嘉賓                   |
| 2020年   | 2020香港小姐競選決賽         | 演出嘉賓                   |
| 2020年   | 禁毒多面睇2.0                | 演出                       |
| 2020年   | 衝上雲霄大選                 | 演出嘉賓                   |
| 2021年   | 全城迎奧運                   | 直擊報導員                 |
| 2022年   | 2022北京冬季奧運會 每日焦點  | 主持                       |
| 2022年   | 開心無敵獎門人               | 演出嘉賓                   |
| 2024年   | 獎門人新春感謝祭             |                            |
| 2024年   | 博愛歡樂傳萬家               |                            |

### 活動主持
| 日期         | 活動                                |
| 2022年8月3日 | Manulife 2022 ACMII「宏利魔幻王國」 |

### 廣告
| 年份   | 內容                                                          |
| 2018年 | 深水埗區議會美孚鄰舍活動中心（與魏韵芝）                      |
| 2018年 | 中西區區議會「《流行經典齊齊 Jam 中西區除夕倒數夜2018》活動」 |
| 2023年 | 港鐵東鐵綫                                                    |
| 2023年 | 維特健靈維新烏絲素                                            |

## 曾獲獎項與提名
| 年份   | 頒獎單位               | 獎項               | 作品                                                                               | 結果     |
| ------ | ---------------------- | ------------------ | ---------------------------------------------------------------------------------- | -------- |
| 2018年 | 萬千星輝頒獎典禮2018   | 最佳男配角         | 《救妻同學會》                                                                     | 提名     |
| 2018年 | 2018香港電視大獎       | 男配角獎（劇集）   | 《救妻同學會》                                                                     | 提名     |
| 2019年 | 萬千星輝頒獎典禮2019   | 飛躍進步男藝員     | 《香港原味道》、《娛樂大家》、《長命不老》                                         | 提名     |
| 2020年 | 萬千星輝頒獎典禮2020   | 飛躍進步男藝員     | 《香港原味道》、《娛樂大家》、《疫境廚神秋冬盛宴》                                 | 提名     |
| 2020年 | 萬千星輝頒獎典禮2020   | 最佳節目主持       | 與孔德賢、林正峰、劉頌鵬及吳天佑）                                                 | 提名     |
| 2021年 | 萬千星輝頒獎典禮2021   | 飛躍進步男藝員     | 《把關者們》、《2021香港小姐競選》、《香港原味道》、《讀心專家》                   | 最後六強 |
| 2021年 | 萬千星輝頒獎典禮2021   | 最受歡迎電視男角色 | 《把關者們》                                                                       | 提名     |
| 2021年 | 萬千星輝頒獎典禮2021   | 最佳男主持         | 《讀心專家》）                                                                     | 提名     |
| 2021年 | 觀眾在民間電視大獎2021 | 民選飛躍進步男藝員 | 《把關者們》、《香港原味道》、《讀心專家》                                         | 提名     |
| 2022年 | 萬千星輝頒獎典禮2022   | 飛躍進步男藝員     | 《雙生陌生人》、《超能使者》、《破解讀心理》、《香港小姐再競選》                   | 最後五強 |
| 2022年 | 萬千星輝頒獎典禮2022   | 最佳男主持         | 《香港小姐再競選》                                                                 | 提名     |
| 2022年 | 萬千星輝頒獎典禮2022   | 最受歡迎電視拍檔   | 《破解讀心理》（與松明、陳聖瑜一同提名）                                           | 提名     |
| 2022年 | 萬千星輝頒獎典禮2022   | 最受歡迎電視拍檔   | 《香港小姐再競選》（與周奕瑋、鄭衍峰、林正峰）                                     | 提名     |
| 2024年 | 萬千星輝頒獎典禮2024   | 飛躍進步男藝員     | 《妳不是她》、《奧運智·識·玩》、《2024巴黎奧運》、《2024英雄聯盟全球總決賽》       | 最後五強 |
| 2024年 | 萬千星輝頒獎典禮2024   | 最佳男配角         | 《妳不是她》                                                                       | 提名     |
| 2024年 | 萬千星輝頒獎典禮2024   | 最佳男主持         | 《龍舞雲祥年初一》、《奧運智·識·玩》、《2024巴黎奧運》、《2024英雄聯盟全球總決賽》 | 提名     |

## 外部連結
- 黃庭鋒的Facebook專頁
- 黃庭鋒的Instagram帳戶